# Argyrodes fragilis
Argyrodes fragilis là một loài nhện trong họ Theridiidae.
Loài này thuộc chi Argyrodes. Argyrodes fragilis được Tord Tamerlan Teodor Thorell miêu tả năm 1877.